# Matthias Tanzmann

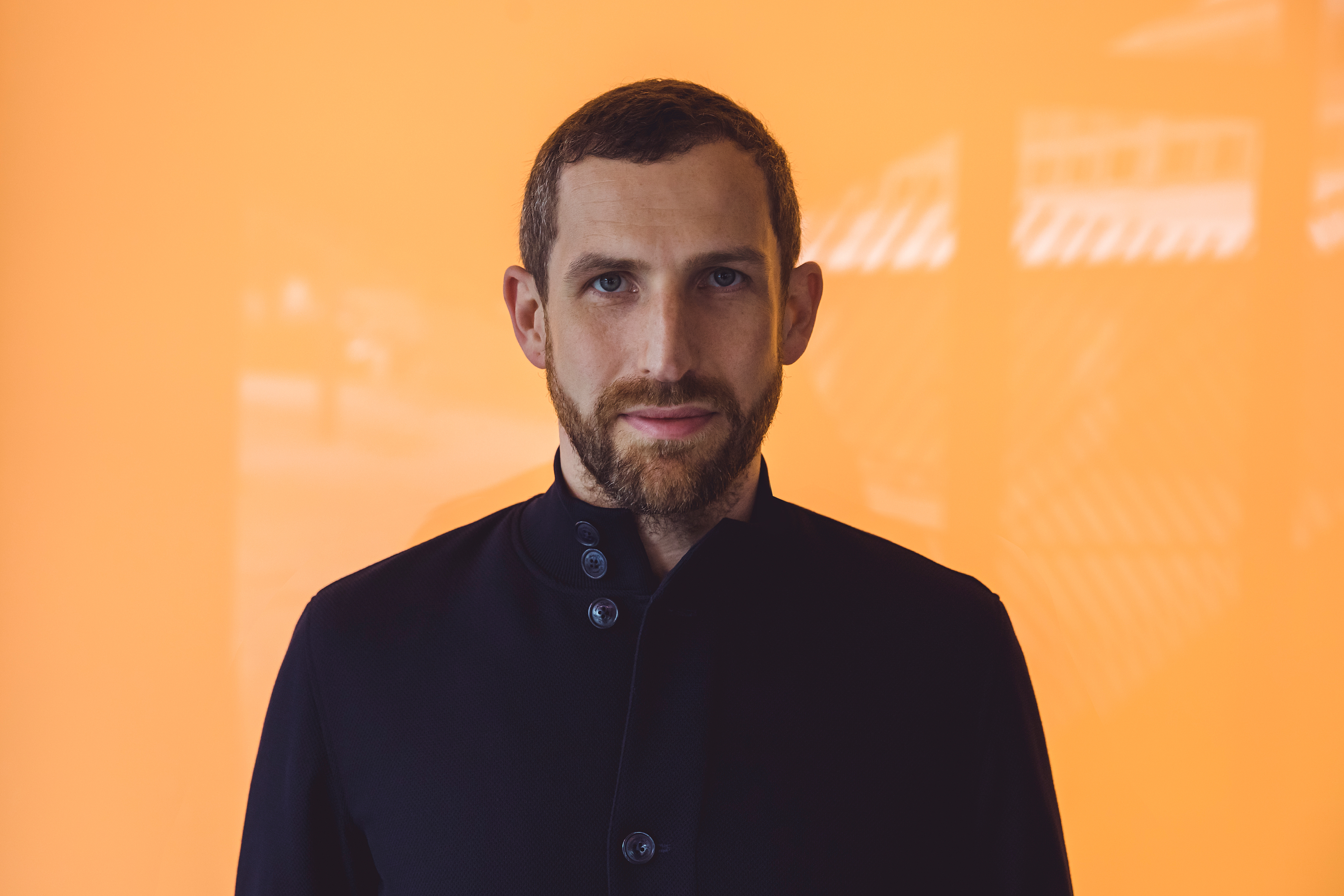
Matthias Tanzmann (2019) Foto von Marie Staggat

Matthias Tanzmann (* 1977 in Leipzig) ist ein deutscher DJ und Musikproduzent. Seit dem Jahr 2000 ist der Künstler als A&R-Manager und Creative Director seines Plattenlabels Moon Harbour Recordings tätig.

## Leben
Matthias Tanzmann hat an der Bauhaus-Universität Weimar studiert. Seit den 1990er Jahren ist Matthias Tanzmann ein Teil der Techno- und Club-Szene. Ab 1997 zählte er zu den Resident-DJs im Leipziger Club Distillery. Zusammen mit Daniel Scholz gründete er 1997 das Projekt Gamat 3000, welches unter anderem auf Steve Bugs Label  Dessous Recordings, Freude am Tanzen und dem Frankfurter Label  Lo-Fi Stereo veröffentlichte. Im Sommer 1999 wurde Feeling Love auf Freude am Tanzen veröffentlicht und fand international Beachtung.
Zusammen mit André Quaas, damaliger Mitbetreiber der Distillery und Mitbegründer des Club-Guides 1000°, gründete Tanzmann im Jahr 2000 das Label Moon Harbour Recordings. Das Label veröffentlichte bis heute über 200 EPs, Künstleralben und Compilations in den Genres Techhouse und Deep House. Auf dem Label haben Künstler wie CamelPhat, Dennis Cruz, Steve Bug, Butch, Black Circle, Robag Wruhme, Sven Tasnadi, Mathias Kaden, Marco Faraone, wAFF, Re.You und Cuartero veröffentlicht.
Seit 2003 produziert und veröffentlicht Tanzmann gemeinsam mit Daniel Stefanik unter dem Projektnamen Tanzmann & Stefanik in unregelmäßigen Abständen diverse Singles und EPs.
2006 gründete Matthias Tanzmann das Moon-Harbour-Schwesterlabel Cargo Edition, auf dem in 24 EPs Künstler wie Ekkohaus, Sven Tasnadi, Michael Melchner und Vera technoorientierten, minimalistischen House veröffentlichen.
2007 wurde Tanzmann Resident-DJ der Veranstaltungsreihe Circoloco im Club DC10 auf Ibiza. 2008 und 2011 veröffentlichte Tanzmanns Label die Circoloco DC10 Ibiza Compilation-CDs. Verschiedene Events fanden weltweit unter dem Namen Circoloco statt, etliche davon mit Matthias Tanzmann.
2008 erschien unter dem Namen Restless das erste Soloalbum von Matthias Tanzmann.
2012 erschien die Compilation Fabric 65, kuratiert und gemixt von Matthias Tanzmann. Im gleichen Jahr wurde auf Moon Harbour die Compilation Remixes 2002–2012 veröffentlicht, die eine Auswahl seiner Remixe beinhaltet.
2012 entstand mit Martin Buttrich und Davide Squillace während des Electric Zoo Festivals in New York die Formation  Better Lost Than Stupid. 2019 veröffentlichte das Trio ihr Debütalbum Wild Slide auf Skint / BMG.
2016 erschien unter dem Namen Momentum das zweite Soloalbum und 2019 mit Round And Round das dritte Soloalbum von Matthias Tanzmann.
Neben seiner Residenz im DC10 spielt Tanzmann regelmäßig in weiteren renommierten Clubs der Insel wie dem Pacha, Ushuaïa, Hï, Amnesia und ehemaligen Space. Darüber hinaus spielte er mehrfach auf bedeutenden Festivals wie Tomorrowland, Parookaville und Ultra.

## Diskographie (Auswahl)

### Alben
- 2001: Gamat 3000 – All Seasons (Dessous Recordings)
- 2008: Matthias Tanzmann – Restless (Moon Harbour Recordings)
- 2016: Matthias Tanzmann – Momentum (Moon Harbour Recordings)
- 2019: Better Lost Than Stupid - Wild Slide (Skint / BMG)
- 2020: Matthias Tanzmann - Round And Round (Moon Harbour Recordings)

### Mix-Alben
- 2009: Circoloco At DC10 Volume 10 (Moon Harbour Recordings)
- 2011: Circoloco At DC10 Ibiza 2011 The Next Level - B2B (Moon Harbour Recordings)
- 2012: Fabric 65 Compilation (Fabric Records)

### Singles & EPs
- 1998: Gamat 3000 – Permanent Funk (Dessous Recordings)
- 1999: Gamat 3000 – 30° Im Schatten (FM Recordings)
- 2000: Gamat 3000 – Radio Moon (Moon Harbour Recordings)
- 2000: Gamat 3000 – Sunglasses & Soda (Dessous Recordings)
- 2001: Gamat 3000 – Whispering (Dessous Recordings)
- 2002: Gamat 3000 – All Seasons Remixes Part 1 (Dessous Recordings)
- 2002: Gamat 3000 – All Seasons Remixes Part 2 (Dessous Recordings)
- 2003: Gamat 3000 – Feeling Love (Remixes) (Freude am Tanzen)
- 2000: Matthias Tanzmann – Rose Garden (Moon Harbour Recordings)
- 2003: Tanzmann & Stefanik – Them People (Moon Harbour Recordings)
- 2003: Matthias Tanzmann – Those Nights (Moon Harbour Recordings)
- 2004: Matthias Tanzmann – Anyway (Moon Harbour Recordings)
- 2005: Tanzmann & Stefanik – The Call (Dessous Recordings)
- 2005: Tanzmann & Stefanik – Like Shrubbery? (Moon Harbour Recordings)
- 2005: Marc Romboy vs. Matthias Tanzmann – Who Got The Beats? (Giant Wheel)
- 2005: Bug & Tanzmann – Tanzbug E.P. (Poker Flat Recordings)
- 2006: Tanzmann & Stefanik – Basic Needs (Moon Harbour Recordings)
- 2006: Bug & Tanzmann – Shick’n Shock (Poker Flat Recordings)
- 2006: Matthias Tanzmann – Bulldozer (Moon Harbour Recordings)
- 2007: Matthias Tanzmann – Rugby (Moon Harbour Recordings)
- 2007: Matthias Tanzmann – Nip Slip EP (Moon Harbour Recordings)
- 2008: Matthias Tanzmann – Restless Remixes N°1 (Moon Harbour Recordings)
- 2008: Matthias Tanzmann – Restless Remixes N°2 (Moon Harbour Recordings)
- 2009: Matthias Tanzmann – Chano EP (Moon Harbour Recordings)
- 2009: Matthias Tanzmann – Left Behind (Moon Harbour Recordings)
- 2009: Matthias Tanzmann – My 808 Gently Weeps (Moon Harbour Recordings)
- 2010: Matthias Tanzmann – Sling Shot (Moon Harbour Recordings)
- 2011: Matthias Tanzmann – Operations (Cargo Edition)
- 2012: Matthias Tanzmann – Konoa (Moon Harbour Recordings)
- 2013: Matthias Tanzmann – Tilt EP (Moon Harbour Recordings)
- 2013: Matthias Tanzmann – Around (Moon Harbour Recordings)
- 2014: Matthias Tanzmann – Reframed EP (Moon Harbour Recordings)
- 2015: Matthias Tanzmann – Revisited EP (Moon Harbour Recordings)
- 2015: Matthias Tanzmann – Boxing Day (Kaoz Theory)
- 2015: Matthias Tanzmann – No Sleep EP (Saved Records)
- 2015: Matthias Tanzmann – Blue Laces (Moon Harbour Recordings)

### Remixes
- 2000: DJ Gabor – Summertime (Matthias Tanzmann 26 Grad Remix) (Freude am Tanzen)
- 2002: Freestyle Man – Gotta Need (Matthias Tanzmann Remix) (Moodmusic Records)
- 2003: Dapayk & Eva Padberg – D.eva (Matthias Tanzmann Remix) (Mo’s Ferry Prod.)
- 2006: Marlow feat. Delhia – Movin (Matthias Tanzmann Remix) (Moon Harbour Recordings)
- 2007: Moby – Porcelain (Matthias Tanzmann Remix) (Mute Records)
- 2008: Clé – Nomads (Matthias Tanzmann Remix) (Poker Flat Recordings)
- 2008: Booka Shade – Sweet Lies (Matthias Tanzmann Remix) (Get Physical Music)
- 2010: Alex Niggemann – Take Control (Matthias Tanzmann Remix) (Supernature Records)
- 2010: Josh Wink – Airplane Electronique (Matthias Tanzmann Remix) (Ovum Recordings)
- 2010: Dan Drastic – Behind A Green Door (Matthias Tanzmann Remix) (Luna Records)
- 2010: Michael Melchner – Four to the Floor (Matthias Tanzmann Remix) (Cargo Edition)
- 2010: Mathias Kaden – Roots (Matthias Tanzmann & Luna City Express Remix) (Vakant Records)
- 2011: Adam Port - Basement feat. Daniel Wilde (Matthias Tanzmann Remix) (Moon Harbour Recordings)
- 2011: Pete Tong – Wardance (Matthias Tanzmann Remix) (Toolroom Records)
- 2012: Silicone Soul – Right On, Right On (Matthias Tanzmann Remix) (Soma Recordings)
- 2013: Philip Baader, Re.You – Super Bell (Matthias Tanzmann Remix) (Moon Harbour Recordings)
- 2014: Jesse Rose – Alone (Matthias Tanzmann Remix) (Play it Down Records)
- 2014: Steve Bug – Lion on the Hunt (Matthias Tanzmann Remix) (Get Physical Music)
- 2014: The Youngsters – Third Knive (Matthias Tanzmann Remix) (20/20 Vision Records)
- 2015: Chris Wood, Meat – Playing What (Matthias Tanzmann Remix) (Moon Harbour Recordings)
- 2015: CrossNineTroll - Something Strong (Matthias Tanzmann Remix) (Noon Records)

## Preise
- Mehrfach nominiert beim Best DJ Awards

## Interviews
- https://www.urbanite.net/de/leipzig/artikel/interview-matthias-tanzmann
- https://kreuzer-leipzig.de/2015/11/16/jeder-kann-am-laptop-ein-label-gruenden/